# Чигириновка (Алтайский край)
Чигириновка — упразднённый посёлок в Суетском районе Алтайского края России. Располагался на территории современного Нижнесуетского сельсовета. Точная дата упразднения не установлена.

## География
Располагался в 3 км к востоку от посёлка Циберманово.

## История
Основан в 1908 году.
В 1928 г. посёлок Чигиринский — административный центр Чигиринского сельсовета Знаменского района Славгородского округа Сибирского края.

## Население
В 1926 году в посёлке проживало 322 человека (159 мужчин и 163 женщины), основное население — украинцы

## Инфраструктура
Личное подсобное хозяйство с зоной сельскохозяйственного использования, индивидуальная застройка усадебного типа. В 1928 г. посёлок Чигиринский состоял из 64 хозяйств.